# Méral
Méral è un comune francese di 1 119 abitanti situato nel dipartimento della Mayenne nella regione dei Paesi della Loira.

## Storia
Nel Medioevo e sotto l'Ancien Régime, Méral è stata sotto la giurisdizione di Craon. Nel 1794 vi fu un'insurrezione degli Chouans.

## Monumenti e luoghi d'interesse
- Chiesa parrocchiale (consacrata il 28 aprile 1868).
- Cappella di San Giuseppe (1882); tomba di Victoire Brielle, detta la Santa di Méral.
- Vari mulini.

## Società

### Evoluzione demografica
Abitanti censiti